# Mia Hermanssonová-Högdahlová
Mia Hermanssonová-Högdahlová (* 6. května 1965 Göteborg) je bývalá švédská házenkářka. Ve švédské ženské házenkářské reprezentaci nastupovala v letech 1984–1998. Odehrála za ni 216 utkání, v nichž vstřelila 1091 branek, což je švédský rekord. S rakouským klubem Hypo Niederösterreich dvakrát vyhrála Ligu mistrů, nejprestižnější klubovou soutěž Evropy (1993/94, 1994/95). V roce 2000 vyhrála se španělským klubem El Ferrobus Mislata Evropskou ligu, druhý nejprestižnější pohár. V roce 1994 byla Mezinárodní házenkářskou federací vyhlášena světovou házenkářkou roku. Tuto anketu vyhrála jako první a dosud jediná Švédka. Třikrát byla vyhlášena švédskou házenkářkou roku (1985, 1987, 1994). Po skončení hráčské kariéry byla trenérkou, zejména v Norsku (kde dlouho i hrála), proto její dcera Moa Högdahlová, která se rovněž stala úspěšnou házenkářkou, reprezentuje Norsko.